# Odontosyllis undecimdonta
Odontosyllis undecimdonta är en ringmaskart som beskrevs av Imajima och Hartman 1964. Odontosyllis undecimdonta ingår i släktet Odontosyllis och familjen Syllidae. Inga underarter finns listade i Catalogue of Life.